# ガンビル駅
ガンビル駅（ガンビルえき、インドネシア語：Stasiun Gambir （スタシウン・ガンビル））はインドネシアの首都ジャカルタの中心部にある駅。

## 概要
ムルデカ広場の東側に位置する、ジャカルタとジャワ島の主な都市を結ぶ鉄道駅。ジャカルタ線上にある駅で、中長距離列車のみ停車する。ジャカルタ線の線路は通勤電車のKRLコミューターラインも使用しているが、全電車が当駅を通過し利用できない。

### 利用可能な列車
ジャカルタとジャワ島の主な都市を結ぶ特急列車。
- バンドン行き：パラヒャガン号（インドネシア語版）（Parahyangan）、アルゴ・グデ号（Argo Gede)
- チルボン行き：アルゴ・チルボン号（Argo Cirebon）
- チラチャプ行き：プルウォジャヤ号（インドネシア語版）（Purwojaya）
- ジョグジャカルタ行き：アルゴ・ラウ号（インドネシア語版）（Argo Lawu）、タクサカ号（インドネシア語版）（Taksaka）、ビマ号（インドネシア語版）（Bima)、アルゴ・ドゥイパンガ号（インドネシア語版）（Argo Dwipangga）
- ソロ行き：アルゴ・ラウ号、ビマ号、アルゴ・ドゥイパンガ号
- マラン行き：ガジャヤナ号（インドネシア語版）（Gajayana）（プルウォクルト、ジョグジャカルタ、ソロ、ブリタル、トゥルンアグン、クディリ、マディウン経由）
- スマラン行き：アルゴ・ムリア号（インドネシア語版）（Argo Muria）、アルゴ・ブロモ・アングレック号（インドネシア語版）（Argo Bromo Anggrek）、スンブラニ号（インドネシア語版）（Sembrani）
- プカロンガン行き：アルゴ・ブロモ・アングレック号、アルゴムリア号
- プルウォクルト行き：アルゴ・ドゥイパンガ号、アルゴ・ラウ号、ガジャヤナ号、タクサカ号
- スラバヤ行き：アルゴ・ブロモ・アングレック号、ビマ号、スンブラニ号

バリ島（デンパサール）へはスラバヤ駅からムティアラ・ティムル号に乗り、バンユワンギで、エアコンバスに乗換え（チケットはフェリー代とバス代を含む）。
コミューターラインの列車は、ガンビル駅には停車しない。

## 歴史

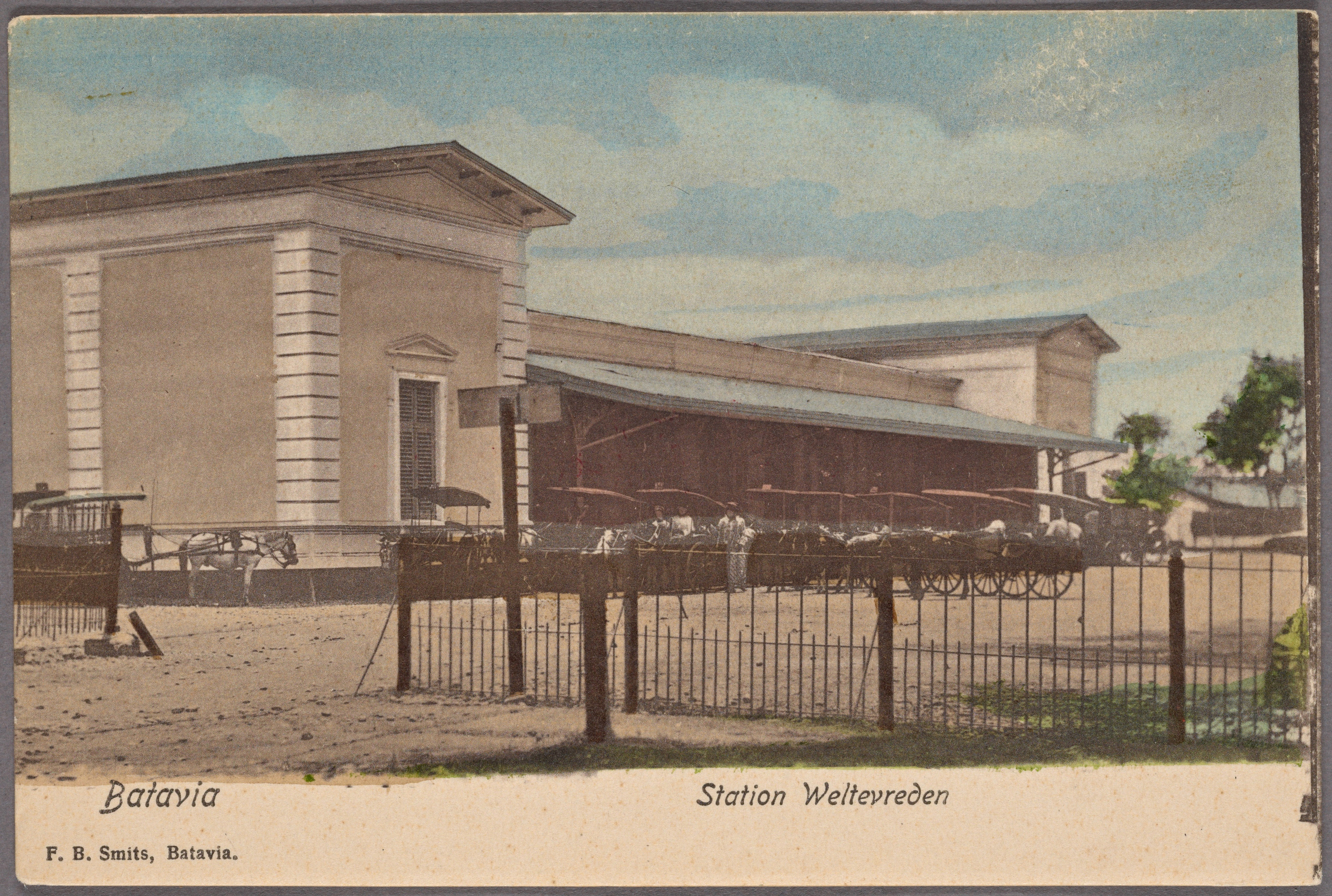
ガンビル駅（1900年頃）

開業は1871年でジャカルタで最も歴史の古い鉄道駅のひとつである。現在地より数百メートル南に位置していた。私鉄の蘭印鉄道が建設したバタヴィア（ジャカルタ）の旧市街と新市街を結ぶ鉄道の新市街側のターミナル駅だった。1873年、路線は南方のボゴールまで延伸された。
1884年に現在地に移転し、格調高い古典主義建築の駅舎が建設された。1928年には改修工事が行われてアール・デコ調の装飾が加えられた。1992年に高架駅に作り替えられたが、屋根の形状は伝統的なジャワ建築の様式を模したものとなった。

## 駅構造

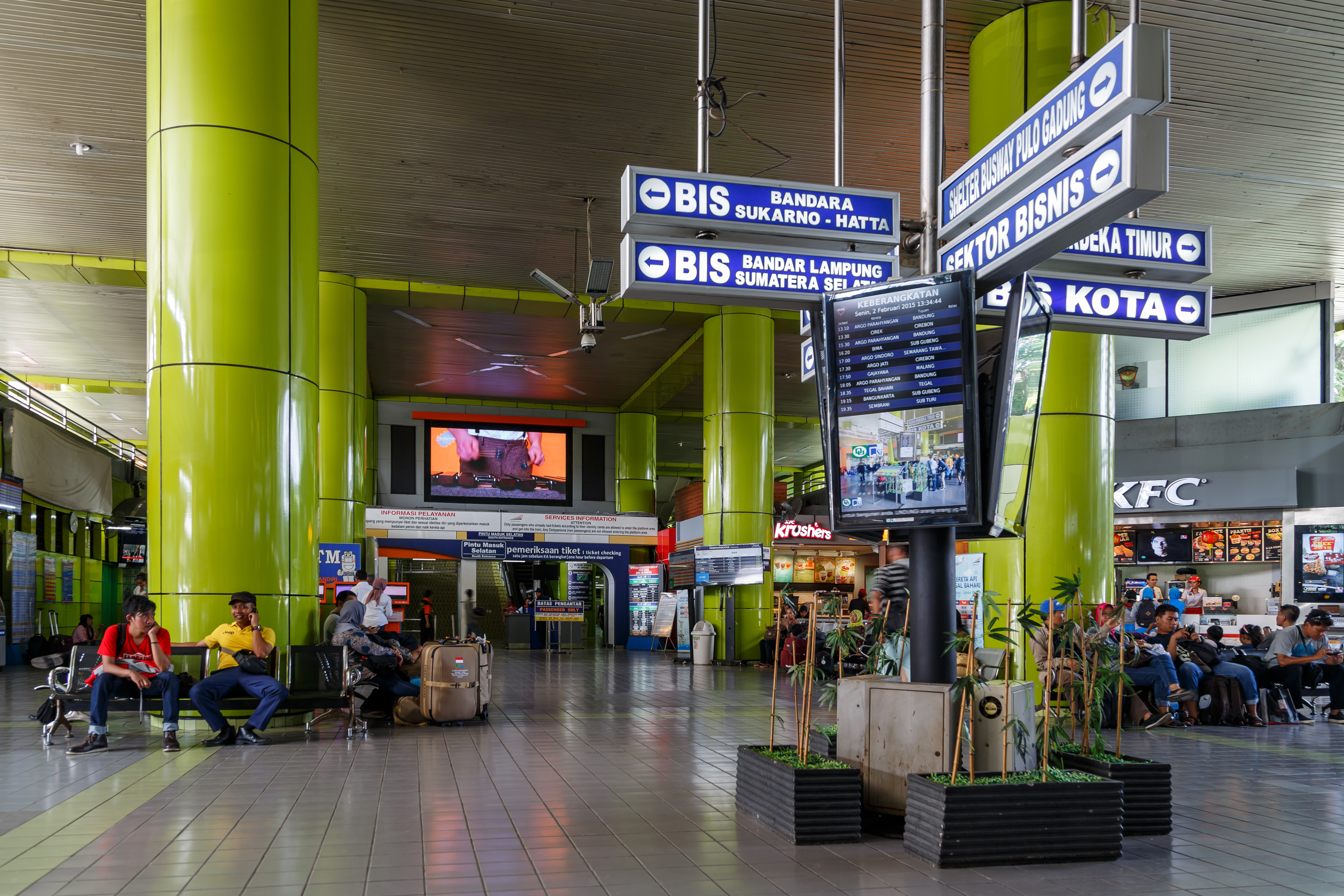
コンコース、2015年2月2日撮影

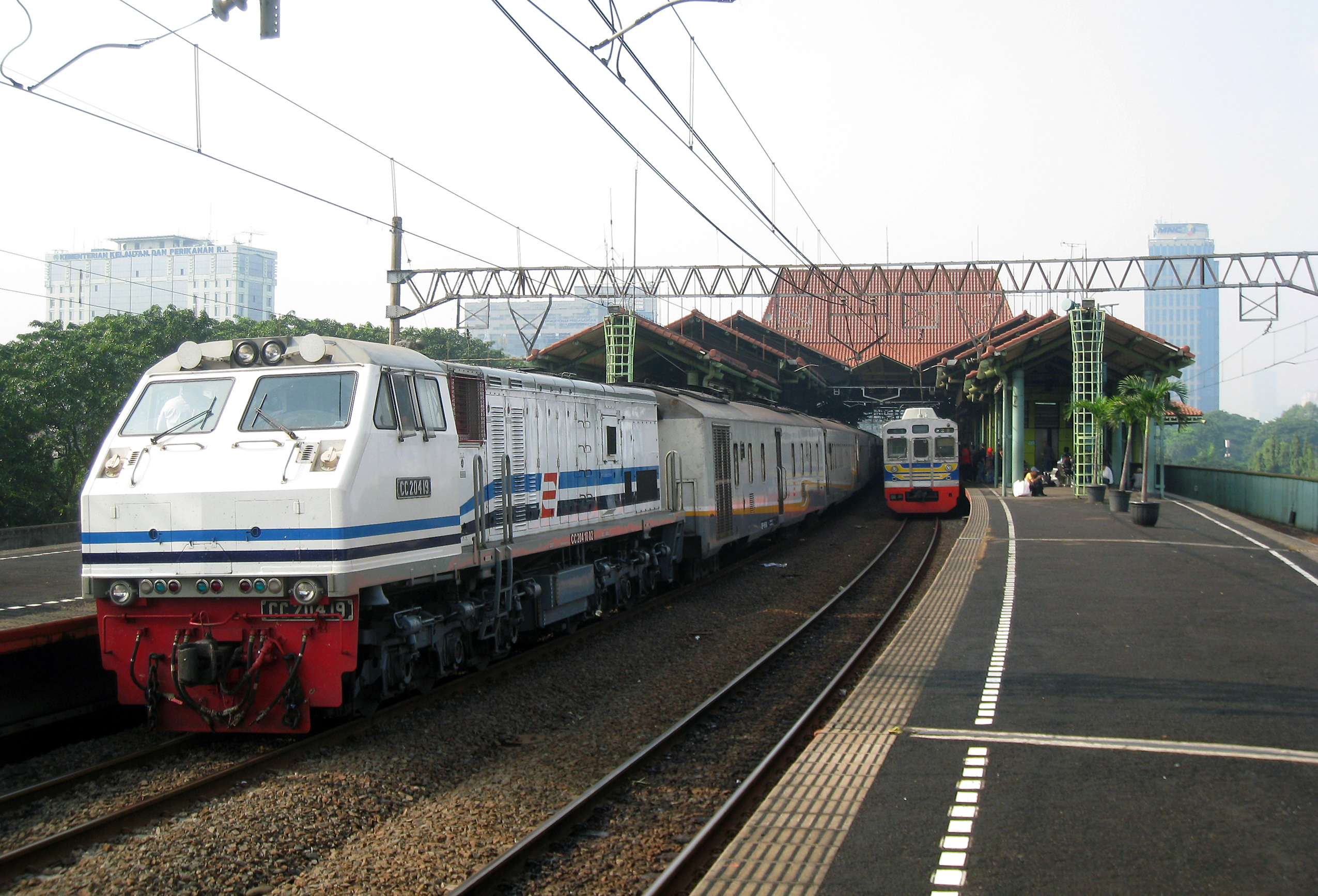
ジャカルタ・ガンビル駅のプラットホーム、2011年4月19日撮影

建物の柱や壁はテーマカラーの緑色で統一されている。3階建てで、切符売り場、ATM、レストラン、キオスクは1階にある。2階はファーストフード、キオスク、パラヒャガンラウンジ待合室がある。プラットホームは3階にあり、2面4線を持つ高架駅である。
しかし引上げ線・機回し線が無く、到着した列車の機関車の付け替えでは本線をふさぎ、KRLジャポデタベックの通勤電車の運用のネックになっている。

## 駅周辺
- モナス
- ムルデカ広場
- イスティクラル
- インドネシア国立中央博物館
- 聖エマニュエル教会（インドネシア語版）
- ラパンガン・バンテン広場（Taman Lapangan Banteng）
- パサールバル

## 接続する他の交通機関
到着ロビーを出ると、左手にブルーバードタクシー乗り場がある。ブルーバードタクシー乗り場の向かいにはスカルノハッタ国際空港行きリムジンバスや南スマトラのバンダル・ランプン行きエアコンバスの乗り場がある。トランスジャカルタのガンビル1停留所は駐車場を出た所にある。

## 隣の駅
インドネシア鉄道公社
中長距離列車
ガンビル駅 - ジャティネガラ駅
両隣にある駅へは列車で移動することができない。
- ゴンダンディア駅
- ジュアンダ駅